# Medetera unisetosa
Medetera unisetosa är en tvåvingeart som först beskrevs av Collin 1941.  Medetera unisetosa ingår i släktet Medetera och familjen styltflugor. Arten är reproducerande i Sverige. Inga underarter finns listade i Catalogue of Life.